# Decaspermum
Decaspermum é um género botânico pertencente à família Myrtaceae. Consiste em espécies arbustivas ou em árvores de pequeno porte, nativas da Ásia, Malásia, Melanésia e Austrália Oriental. Está incluído na subtribo Myrtinae. Algumas das suas espécies estão ameçadas de extinção, como a Decaspermum vitiense e a Decaspermum struckoilicum. O género está relacionado filogeneticamente com os géneros Archirhodomyrtus, Austromyrtus, Cassia, Lenwebbia, Lithomyrtus, Lophomyrtus, Myrtella, Myrtastrum, Neomyrtus, Octamyrtus, Pilidiostigma, Rhodamnia, Rhodomyrtus e Uromyrtus. Os estudos filogenéticos estão, contudo, ainda em fase incipiente.
As suas folhas são opostas e pecioladas. As inflorescências são axilares e, por vezes terminais, com flores solitárias em cimeiras e panículas e botrióides (panículas reduzidas). As fores são, geralmente pentâmeras, com sépalas persistentes e pétalas cor de rosa ou brancas. Os estames são numerosos e as anteras têm forma globosa. O ovário é ínfero.

## Espécies
- Decaspermum forbesii
- Decaspermum fruticosum
- Decaspermum glabrum
- Decaspermum gracilentum
- Decaspermum grandiflorum
- Decaspermum hainanense
- Decaspermum humifusum
- Decaspermum humile
- Decaspermum iodochnoum
- Decaspermum lamii
- Decaspermum lanceolatum
- Decaspermum laxiflorum
- Decaspermum leptanthelium
- Decaspermum lorentzii
- Decaspermum microphyllum
- Decaspermum montanum
- Decaspermum myrsinoides
- Decaspermum neo-ebudicum
- Decaspermum neurophyllum
- Decaspermum nitentifolium
- Decaspermum nitidum
- Decaspermum nivale
- Decaspermum paniculatum
- Decaspermum papuanum
- Decaspermum parviflorum
- Decaspermum parvifolium
- Decaspermum petraeum
- Decaspermum philippinum
- Decaspermum prostratum
- Decaspermum prunoides
- Decaspermum pyrifolium
- Decaspermum raymundi
- Decaspermum rhodoleucum
- Decaspermum rubrum
- Decaspermum salomonense
- Decaspermum sericeum
- Decaspermum simile
- Decaspermum struckoilicum
- Decaspermum triflorum
- Decaspermum urvillei
- Decaspermum vitiense
- Decaspermum vitis-idaea